# بريان شوارتز
بريان شوارتز (بالإنجليزية: Bryan Schwartz)‏ هو لاعب كرة قدم أمريكية أمريكي، ولد في 5 ديسمبر 1971 في سانت لورنس في الولايات المتحدة.

## وصلات خارجية
- بريان شوارتز على موقع مرجع كرة القدم المحترفة.كوم (الإنجليزية)